# Antonin Kapoustine
Pour les articles homonymes, voir Kapoustine.
L'archimandrite Antonin, dans le monde Andreï Ivanovitch Kapoustine, né en Russie le 12 août 1817 dans le village de Batourino (ouiezd de Chadrinsk) dans le gouvernement de Perm et mort le 24 mars 1894 à Jérusalem est un ecclésiastique orthodoxe russe qui fut le fondateur de plusieurs établissements religieux en Terre sainte. Ce fut aussi un byzantiniste réputé de son époque qui fut à la tête de la mission russe de Terre Sainte de 1865 à 1894. Il était membre de la société impériale orthodoxe de Palestine, membre d'honneur de la société impériale d'archéologie, membre de la société d'archéologie et d'antiquité d'Odessa, de la société archéologique d'Athènes, de la société allemande d'archéologie orientale, etc. Il fut décoré de l'ordre de Saint-Vladimir de deuxième classe et de l'ordre de Sainte-Anne de première classe.

## Biographie
Andreï Kapoustine appartient à une famille d'ecclésiastiques. Son père lui donne sa première éducation religieuse, puis il étudie en 1826 au petit séminaire du monastère de l'Assomption d'Isset et entre en 1831 au séminaire de Perm, puis au séminaire d'Ekaterinoslav en 1836, dont le recteur est son oncle Iohann. Il poursuit sa formation au séminaire de Kiev en 1839 qu'il termine en 1843 et devient professeur d'allemand.
Andreï Kapoustine prononce ses vœux à Kiev le 7 novembre 1845 et prend le nom de religion d'Antonin, dont la fête est célébré ce jour-là. Il devient hiérodiacre et il est ordonné ensuite prêtre. Il enseigne en tant que hiéromoine l'herméneutique biblique et les Écritures saintes.
En 1850, le Père Antonin est envoyé à l'église de la Sainte-Trinité d'Athènes, la mission russe là-bas, auprès de l'ambassade. Il y étudie pendant trois ans les textes patristiques grecs et se passionne pour le Parthénon. En 1859, le métropolite Philarète de Moscou, le recommande auprès du Saint-Synode pour l'envoyer à Constantinople. L'archimandrite Antonin doit s'atteler à la question de l'uniatisme bulgare et il étudie le Codex Sinaiticus. Il voyage en Roumélie, Macédoine, Épire, Athènes en 1865.

### En Terre Sainte

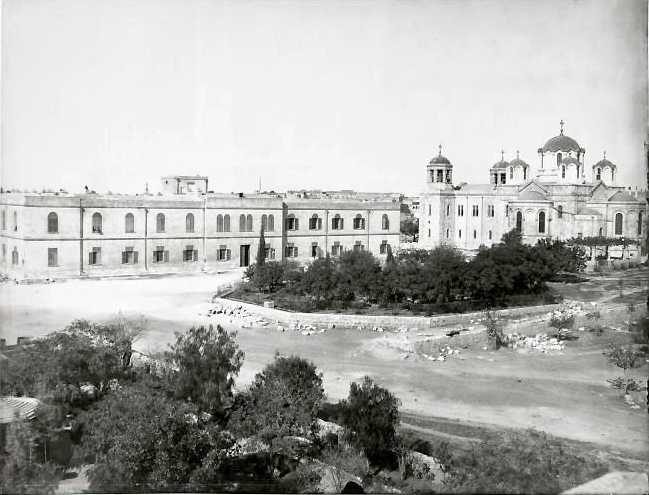
Vue de la mission russe de Jérusalem

L'archimandrite Antonin est envoyé en septembre 1865 en Terre Sainte, qui est alors administrée par l'Empire ottoman, afin de diriger la mission russe de Jérusalem. Le nombre de pèlerins russes s'accroît considérablement à cette époque et le Père Antonin multiplie les œuvres. Comme la loi ottomane n'autorise la propriété foncière que de la part de personnes privées sujettes de la Sublime Porte, et que le P. Antonin a la charge d'acquérir des terrains pour les orthodoxes de l'Empire russe, il utilise dans ce but le drogman de la mission, Yacoub Hallebi (orthodoxe d'origine grecque), comme intermédiaire.
En plus de ses obligations ecclésiales, le Père Antonin se livre à l'archéologie et à l'astronomie et à la numismatique. Il écrit aussi des vers et dessine. Il procède à des fouilles en 1883 autour du Saint-Sépulcre, ce qui a pour résultat de découvrir d'anciens remparts de Jérusalem et les portes du tribunal de Ponce Pilate. On construit plus tard à cet emplacement la mission russe Saint-Alexandre, avec l'église Saint-Alexandre-Nevski. Le Père Antonin ouvre aussi des musées d'antiquités.
Il meurt le 24 mars 1894 à Jérusalem à l'âge de 77 ans et est enterré dans l'église de l'Ascension du monastère orthodoxe du Mont des Oliviers.

### Acquisitions

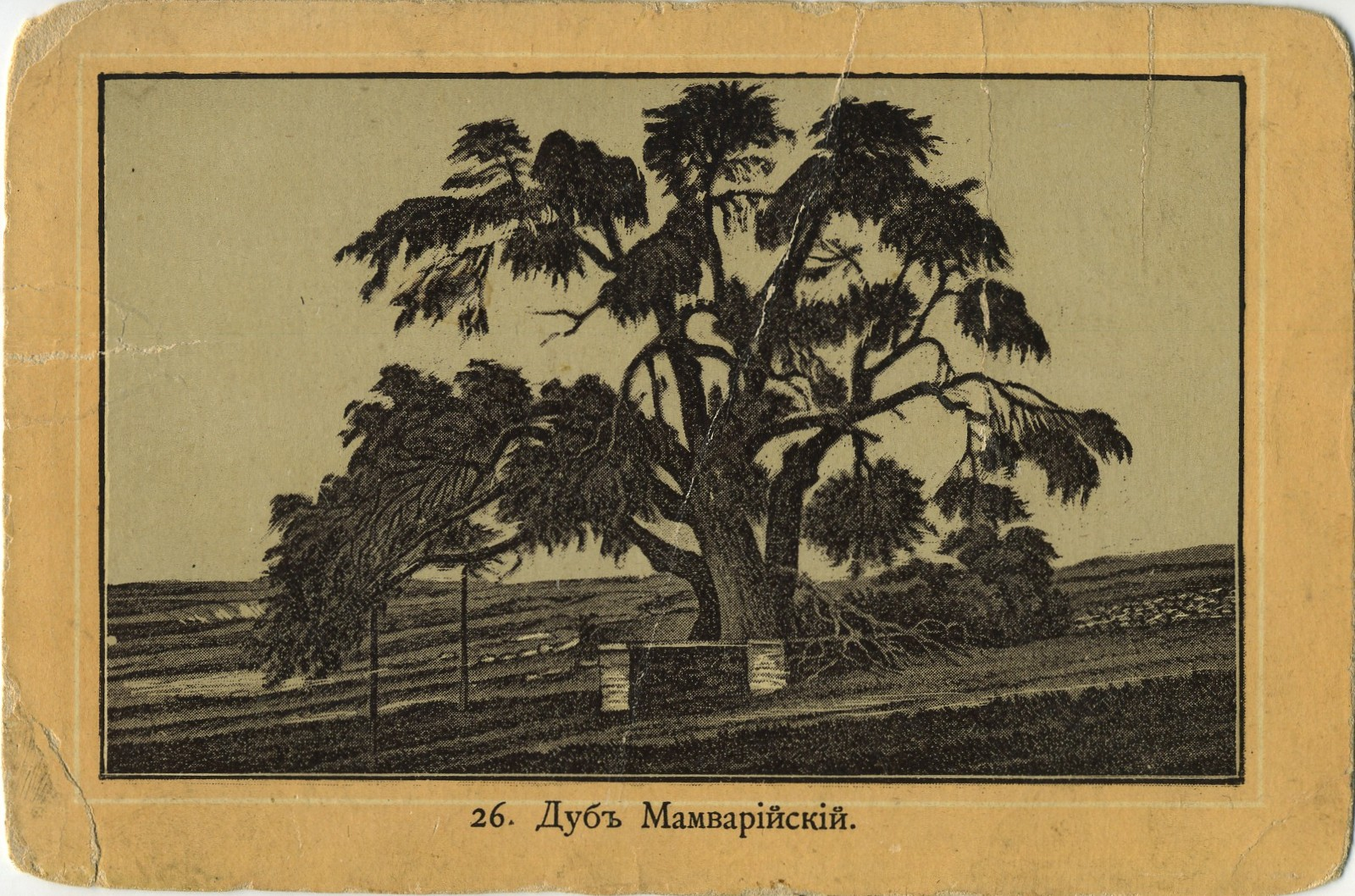
Le chêne de Mambré vers 1890

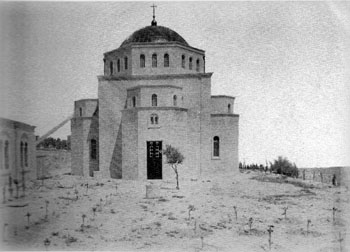
Photographie vers 1880 de l'église du monastère de l'Ascension du Mont des Oliviers

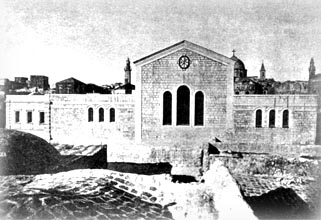
La mission Saint-Alexandre de Jérusalem

L'archimandrite Antonin acquiert en 1869 le chêne de Mambré et un peu plus tard les terrains environnants (72 355 m2). Il célèbre une première liturgie le 12 juin 1869 à l'emplacement de l'apparition de la Sainte Trinité à Abraham. En 1870, il achète un grand terrain au Mont des Oliviers pour construire le futur monastère de l'Ascension. C'est à la même époque qu'il acquiert aussi le plus grand terrain de la mission russe en Terre Sainte pour y construire le monastère orthodoxe d'Ein Kerem.
Le Père Antonin fait construire à partir de 1869 une maison de pèlerins à Jaffa et une église néobyzantine, style qu'il affectionne, sur les lieux où l'apôtre Pierre releva la veuve Tabitha de sa maladie. L'église Saint-Pierre domine désormais tout le quartier de son campanile à l'italienne. Il ouvre ensuite une maison de pèlerins à Tibériade.
Il achète à Beit Jala deux terrains, l'un pour construire une école de filles, l'autre pour ouvrir une école de formation d'institutrices.
Mais c'est surtout à Gethsémani que son souvenir est le plus vivace grâce à l'obtention d'un terrain pour faire bâtir l'église Sainte-Marie-Madeleine avec ses coupoles dorées.
En tout, l'archimandrite a permis l'acquisition de 425 000 m2 de terres en treize parcelles pour un coût d'un million de roubles-or.

## Œuvre
L'archimandrite est l'auteur de nombreux articles et ouvrages en russe, parmi lesquels :
- Journal intime en 30 tomes, de 1841 à sa mort
- Entretiens et sermons divers, Kiev 1857, Moscou, 1860
- Voyage en Roumélie, Saint-Pétersbourg, 1879
- De Roumélie, Saint-Pétersbourg, 1886
- Notes de l'adorateur de la Sainte-Montagne, 1860, 1861, 1862, 1863
- À propos des textes de l'Antiquité chrétienne à Athènes, Saint-Pétersbourg, 1874
- Cinq jours en Terre Sainte et à Jérusalem, Moscou, 1866, réédité en 2007
- Du Codex Sinaiticus, Kiev, 1872
- Du Bosphore à Jaffa, 1869
- Dans la laure de Saint-Sabas, le 26 janvier 1868, 1868
- Antiquités chrétiennes en Grèce, Saint-Pétersbourg, 1854
- Les fouilles du terrain russe près de l'église de l'Ascension de Jérusalem, Saint-Pétersbourg, 1884
- Le canonaire antique de la bibliothèque du Sinaï, Kiev, 1874
- La Semaine de la Passion du Christ, Kiev, 1850, ouvrage écrit en vers pendant ses études
- Pharaon, Moïse et l'Exode, 1875
- Le martyre de Domna, 1889
- Saint Nicolas, archimandrite de Sion, 1869
- La translation des cendres de saint Nicolas, de Lycie en Italie, 1869
- Sainte Suzanne de Palestine, 1877